# Дунево (Болгарія)
Ду́нево (болг. Дунево) — село в Смолянській області Болгарії. Входить до складу общини Смолян.

## Населення
За даними перепису населення 2011 року у селі проживали 139 осіб, з них 136 осіб (99,3%) — болгари.
Розподіл населення за віком у 2011 році:
Динаміка населення: